# Batalha de Bud Bagsak

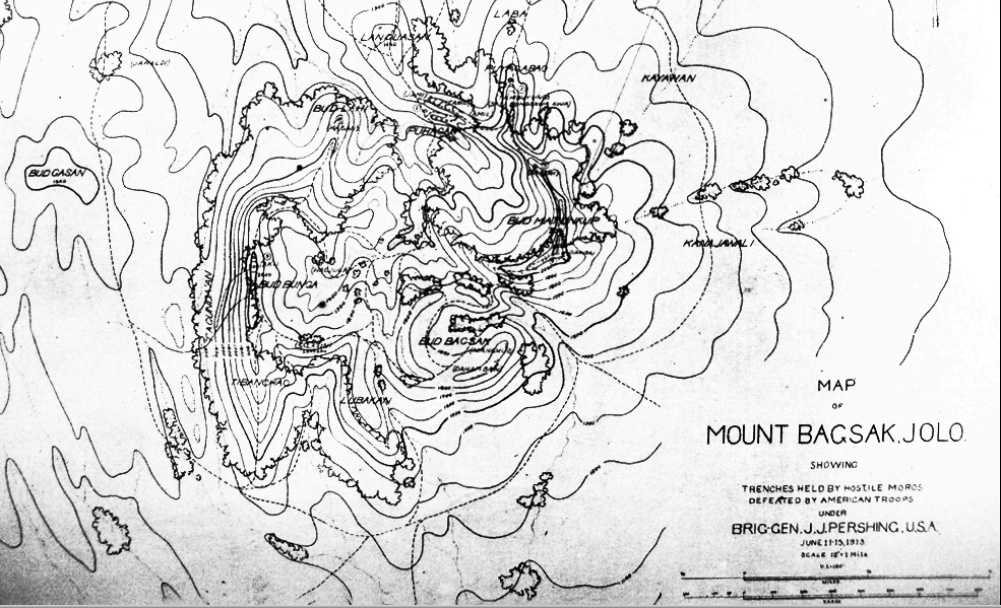
Batalha de Bud Bagsak

A Batalha de Bud Bagsak foi travada durante a Rebelião Moro da Guerra Filipino-Americana entre 11 e 15 de junho de 1913. Os lutadores defensores Moro (Moros) fortificaram-se no cume do Monte Bagsak na ilha de Jolo, Sulu. Os americanos atacantes foram liderados pelo general John "Black Jack" Pershing. Os mouros foram completamente aniquilados, incluindo seu líder, Datu Amil.

## Contexto estratégico
Em março de 1913, Datu Amil e 1 500 guerreiros negociaram com o sultão de Sulu e outros aliados de Moro com os americanos, prometendo entregar suas armas. Dois meses depois, depois de se retirar para Bud Bagsak com toda a sua população de 6 000 a 10 000 em Lati Ward, ele disse aos americanos para "vir e lutar".
Observando que os mouros fugiram para Bud Bagsak apenas quando provocados pelas tropas do governo, o general John Pershing elaborou uma estratégia para manter as tropas em suas guarnições na ilha na esperança de que mulheres e crianças descessem das montanhas. Ao mesmo tempo, Pershing desembarcou secretamente suas forças na cidade costeira de Bun Bun, a cinco quilômetros de Bud Bagsak. A força de Pershing consistia nas 51ª e 52ª Companhias de Escoteiros Moro de Basilan e Siasi, bem como batedores filipinos de Jolo e cinquenta soldados do 8º Regimento de Cavalaria.
A cratera vulcânica em forma de ferradura, aberta a noroeste em uma colina chamada Languasan, era protegida por cinco picos, Bunga, Bagsak, Puhagan, Matunkup e Puyacabao, variando de 1 440 a 1 900 pés de altura.

### Pistola Colt .45
Em muitas outras batalhas em Moorlands, a pistola calibre .45 Colt do Exército dos EUA foi testada e aperfeiçoada como um efetivo "man stop" contra os combatentes Moro, que muitas vezes lutavam com tendências berserker, uma vez que revólveres calibre .38 fornecidos ao exército eram incapaz de invalidar um homem mesmo batendo nele várias vezes.
Mas o uso da .45 Colt Automatic em Bud Bagsak ainda é uma questão de debate, pois o primeiro carregamento de pistolas .45 Colt Automatic para as Filipinas ainda estava em caixotes no porto de Nova York no início de 1913. A chegada das armas nas Ilhas Filipinas deve ser verificada pesquisando o navio usado para transportar as armas, a data em que partiu do porto de Nova York e sua chegada ao porto de Manila, bem como todos os registros de embarque existentes, até até o momento em que as armas foram liberadas para os soldados. Como na verdade não há provas fotográficas de um soldado dos EUA carregando uma pistola Colt Automatic .45 em Bud Bagsak e, a menos que seja comprovado que as pistolas.
O verdadeiro "man stop" usado contra os "juramentados" ou "berserkr" Moros pode muito bem ter sido a espingarda Winchester modelo 1897 . Isso foi fornecido aos soldados que lutaram em Bud Bagsak.

## A batalha
John Pershing fez de Languasan seu primeiro alvo para sua artilharia, para bloquear qualquer tentativa de fuga que ele enviou ao Major George C. Shaw com a Companhia M da 8ª Infantaria e a 40ª Companhia de Escoteiros das Filipinas. Pershing também despachou o capitão George Charlton e seu 51º mouro que atacaram Matunkup enquanto o capitão Taylor Nichols com o 1º Scout filipino atacou Puyacabao. Às 12h20, Matunkup estava nas mãos dos americanos e a ação rendeu ao 2º Tenente Louis Mosher uma Medalha de Honra . Puyacabao caiu às 12h30. Essa ação terminou no primeiro dia de luta, 11 de junho.
No início da manhã de 12 de junho, a artilharia dos EUA disparou contra Puhagan enquanto atiradores disparavam contra ele, matando Datu Amil. Pershing então ordenou que o capitão Patrick Moylan atacasse Bunga com os 24º e 31º Scouts, a posição foi tomada às 13h30. Pershing, James Lawton Collins e uma escolta de dez homens rastrearam Bagsak, convencendo Pershing a desdobrar sua artilharia em 14 de junho e atacar pelo sul.
O ataque começou na neblina da manhã de domingo, 15 de junho, com os obuses da montanha e os Charlton Moors avançando às 9h. Quando o ataque parou, Pershing se juntou a outros oficiais americanos na linha de frente do perigo, ajudando a impedir um contra-ataque de Moro. O ataque final ao cume ocorreu às 17h e Bagsak foi capturado após três horas e meia.